# Alicia de Larrocha
Alicia de Larrocha y de la Calle (Barcellona, 23 maggio 1923 – Barcellona, 25 settembre 2009) è stata una pianista spagnola.

## Biografia
Ha cominciato lo studio pianistico all'età di tre anni, in Spagna, sotto la guida del maestro Frank Marshall. La sua carriera internazionale comincia nel 1947, e al 1954 risale la storica tournée negli Stati Uniti, con la Los Angeles Symphony Orchestra.
La fama della De Larrocha è legata soprattutto alla sua straordinaria interpretazione di autori spagnoli suoi conterranei (incandescenti esecuzioni di Granados, Albéniz, De Falla, Turina, nonché Soler, di cui nel 1967 ha eseguito l'integrale delle sonate). Ma estremamente rilevanti sono anche le esecuzioni di Mozart (integrale delle sonate e dei concerti per pianoforte), Beethoven, Schumann (Carnaval, Humoresque, Carnevale di Vienna, Kinderszenen, Kreisleriana, Fantasia, Concerto per pianoforte, Quintetto), e ancora Liszt, Brahms, Debussy, Ravel.
Ha registrato per Decca (dal 1969, CBS, e RCA, vincendo anche quattro premi Grammy (1974, 1975, 1988 e 1991). 
Nel 1983 è stata insignita della Medalla d'Or de la Generalitat de Catalunya.
Al Teatro alla Scala di Milano nel 1984 tiene due concerti e nel 1987 esegue il Concerto per pianoforte e orchestra in sol maggiore (Ravel).
Per il Teatro La Fenice di Venezia nel 1984 tiene un concerto, nel 1988 esegue Romanze senza parole di Felix Mendelssohn e nel 2000 tiene un recital nella Scuola Grande di San Giovanni Evangelista.
A Salisburgo esegue nel 1986 il Concerto per pianoforte e orchestra n. 25 di Mozart, nel 1988 un recital, il Concerto per pianoforte e orchestra in sol maggiore di Ravel e Noches en los jardines de Espana di Manuel de Falla con la London Symphony Orchestra e nel 1991 il Concerto per pianoforte e orchestra n. 9 di Mozart.
Dopo aver partecipato regolarmente ai più prestigiosi Festival del mondo (Parigi, Londra, New York, Berlino, Roma, Firenze e molti altri), si è ritirata improvvisamente dalle scene nel 2003, all'età di 80 anni.
È deceduta nel 2009 a 86 anni.

## Discografia parziale
- Mozart: Piano Concertos Nos. 21 & 23; Piano Sonata "Alla turca" - RCA Red Seal
- Schumann: Piano Concerto; Piano Quintet - RCA Red Seal